# 네이선 멘텔
네이선 만텔(Nathan Mantel)는 미국의 통계학자이다.

## 같이 보기
- 로그순위법